# Rosa María Cros
Rosa María Cros í Mata es una profesora y botánica española especializada en musgos (briofitas). Es catedrática de la Universidad Autónoma de Barcelona y coordinadora del proyecto científico y editorial Flora Briofítica Ibérica bajo el auspicio de la Sociedad Española de Briología.
En 2016 recibió, junto a Creu Casas y Montserrat Brugués, el Premio musgo de la Sociedad Española de Briología por el libro Flora dels briòﬁts dels Països Catalans Les molses.

## Abreviatura (botánica)
- La abreviatura «Cros» se emplea para indicar a Rosa María Cros como autoridad en la descripción y clasificación científica de los vegetales.[4]